# Viteško vaspitanje u srednjem veku
Viteško vaspitanje u srednjem veku je vaspitanje dece plemićkog porekla u srednjem veku koje je bilo drugačije koncipirano od crkvenih i svetovnih škola. Bilo je direktno uslovljeno održavanjem vlasti svetovnih feudalaca, koja se temeljila na sili, pa je za njih imalo značaj vojničko-telesno vaspitanje.

## Sedam viteških vrlina
Učili su sedam viteških veština i vrlina ( septem artes probitatis ). To su bile:
1. Jahanje
2. Plivanje
3. Rukovanje kopljem i sabljom
4. Mačevanje
5. Lov na divljač
6. Igranje šaha
7. Sastavljanje i pevanje stihova

U vezi sa vaspitanjem svetovnih feudalaca govorimo o sistemu viteškog vaspitanja. Ovo vaspitanje je počinjalo sa sedmom godinom života. Prvih pet veština pripremalo je decu za vojnike – ratnike, šah se igrao da bi se razvila orijentacija i dovitljivost u ratnim pohodima, ali i ispunjavalo slobodno vreme, koje su feudalci imali na pretek. Veština sastavljana stihova za feudalce je bila sredstvo da se iskaže odanost prema svome gospodaru ( sizerenu ) ili da se slave njegovi vojnički podvizi.

## Podela po godinama
U periodu od 7. do 14. godine sin feudalca postaje „paž“ i upućuje se u dvor drugog feudalca da bi primio navike i običaje drugog plemićkog društva. Vaspitavao se da bude odan i pokoran svome feudalnom gospodaru. Sa 14 godina bi postao „štitonoša“. Kao takav bio je od veće koristi feudalcu, pratio bi ga u lov, na turnir i slično. To traje do 21. godine. Tek sa 21. godinom postao bi mladić koji se izvežbao u viteškim veštinama, postao bi vitez Архивирано на веб-сајту  (13. јул 2018).
U toku vaspitanja na dvoru feudalaca, budući vitezovi su morali da usvoje osnovna načela ljubavi, rata i religije, pre svega zbog dobrih manira i umešnosti držanja u visokom društvu. Čitanje i pisanje nisu bili obavezni, pa su mnogi feudalci često bili nepismeni. Međutim, ima i drugih primera. Krajem VIII veka Alkuin je na dvoru Karla Velikog  osnovao dvorksu školu sa sadržajima sedam slobodnih nauka, na prncipu crkvenih škola. Potrebe za pismenošću postajale su sve veće, pa su moćni feudalci dovodili sveštenike u svoj zamak da bi obučavali sinove pismenosti. Svoju žensku decu feudalci su slali u ženske manastire gde su ih vaspitavali u pobožnosti, skromnosti, ženskom ručnom radu, ali i u elementima pismenosti, muzike i poezije.
Cilj riterskog vaspitanja bio je sadržan u devizi : „Život kralju, dušu Bogu, srce damama“.
Sadržinu i iskustvo telesnog vaspitanja svetovnih feudalaca iskoristili su kasnije humanistički pedagozi, ističući značaj toga vaspitanja i određujući mu smernice. Pošto su svetovni feudalci oslanjali svoju vlast na fizičku snagu i pošto je proizvodnja bila još na vrlo niskom stupnju, razumljivo je što njihovo obrazovanje nije bilo veliko.

## Spoljašnje veze
- https://en.oxforddictionaries.com/definition/knight Архивирано на веб-сајту  (13. јул 2018)